# Ilarione di Pelecete
Ilarione di Pelecete (... – 754) è stato un monaco cristiano bizantino.

## Biografia
Ilarione da giovane intraprese la vita monastica e divenne egumeno del Monastero di Pelecete in Bitinia. Lottò a difesa del culto delle sacre immagini e per questo subì il carcere, le torture e l'esilio. Morì nel 754.

## Culto
Secondo il Martirologio Romano il giorno dedicato al santo è il 28 marzo:
(Martirologio Romano)